# Rifugio Brentei
Il rifugio Brentei (nome completo: rifugio Maria e Alberto Fossati Bellani al Brentei) è un rifugio  nelle Dolomiti di Brenta, a 2.182 m s.l.m.

## Caratteristiche e informazioni
Il rifugio è ubicato in posizione ideale, al centro degli itinerari escursionistici: poco lontano dalle pareti verticali delle Punte di Campiglio. Il rifugio è contornato dalla Val dei Brentei, chiusa a est da uno spallone roccioso, soggiogato dalla mole del Crozzon di Brenta affiancato ad oriente dalla parete nord della cima Tosa, separate dal canalone Neri, solitamente ghiacciato.

## Accessi
Il rifugio è accessibile da Madonna di Campiglio oppure dalla val di Brenta.
La via più frequentata prevede la partenza dal rifugio Vallesinella (1.524 m): si supera il torrente e si sale con pendenze impegnative fino al rifugio Casinei (sentiero 318). Successivamente si continua a salire con decisione per un breve tratto, poi il sentiero si fa più leggero ed anzi prosegue alternando salite e brevi discese fino alla quota di 2.181 m dove si trova il rifugio.
Da qui si può eventualmente proseguire fino al Rifugio Tommaso Pedrotti, oltre la Bocca di Brenta: il sentiero è lungo e presenta un paio di tratti messi in sicurezza con corde fisse e gradini metallici. Più vicino il rifugio Angelo Alimonta: il sentiero che sale a questo rifugio - in un anfiteatro dolomitico dominato dalle vette degli Sfulmini - è abbastanza breve e non impegnativo.
La salita dalla val Brenta è meno frequentata e decisamente più impegnativa: ad un iniziale falsopiano su strada forestale segue un erto sentiero che si arrampica fino al rifugio. Il tratto finale è il più faticoso ed è molto esposto al sole.

## Traversate
Il rifugio funge da punto di appoggio per la Via delle Bocchette, pertanto le principali traversate avvengono lungo questo percorso.
Si possono compiere traversate ai seguenti rifugi:

Tramonto al Rifugio Brentei

- Rifugio Casinei
- Rifugio Angelo Alimonta
- Rifugio Graffer al Grostè
- Rifugio Tommaso Pedrotti
- Rifugio Tuckett
- Rifugio Agostini
- Rifugio Dodici Apostoli.